# Lijst van musea in Noord-Brabant
Dit is een lijst van musea in Noord-Brabant.

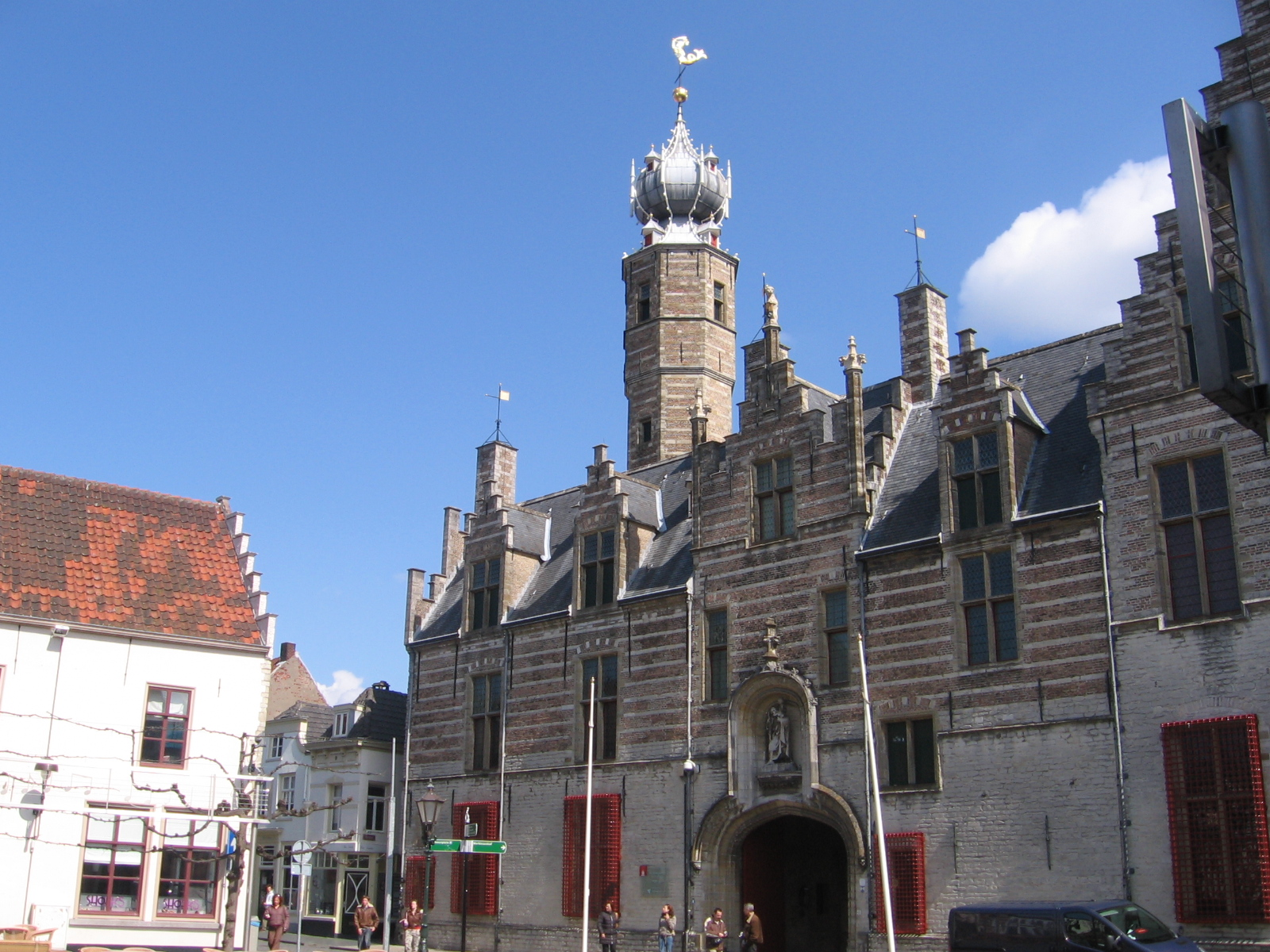
Markiezenhof in Bergen op Zoom

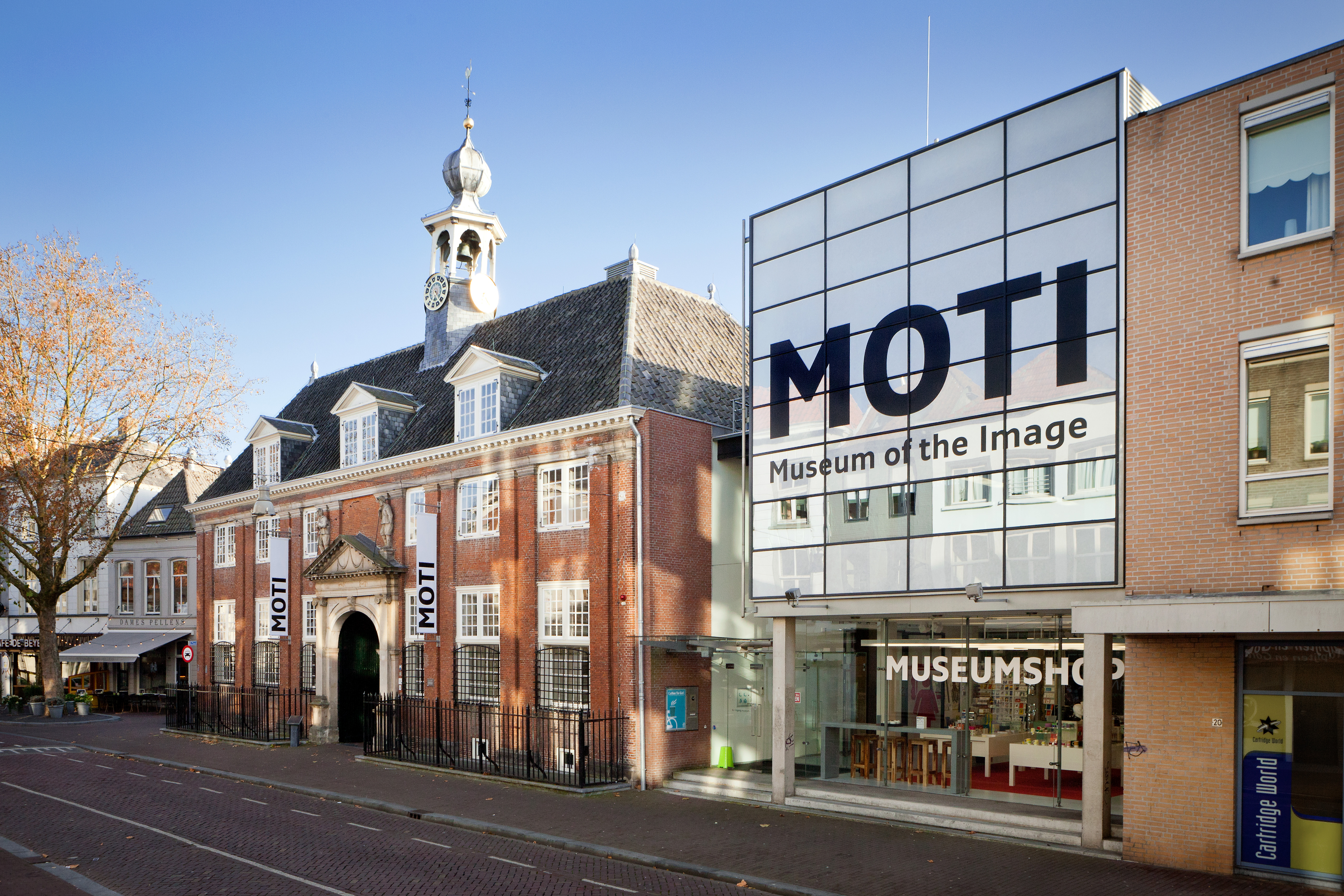
Voormalig gebouw van het MOTI. Na de opheffing van MOTI in 2017 heeft het Stedelijk Museum Breda het pand betrokken

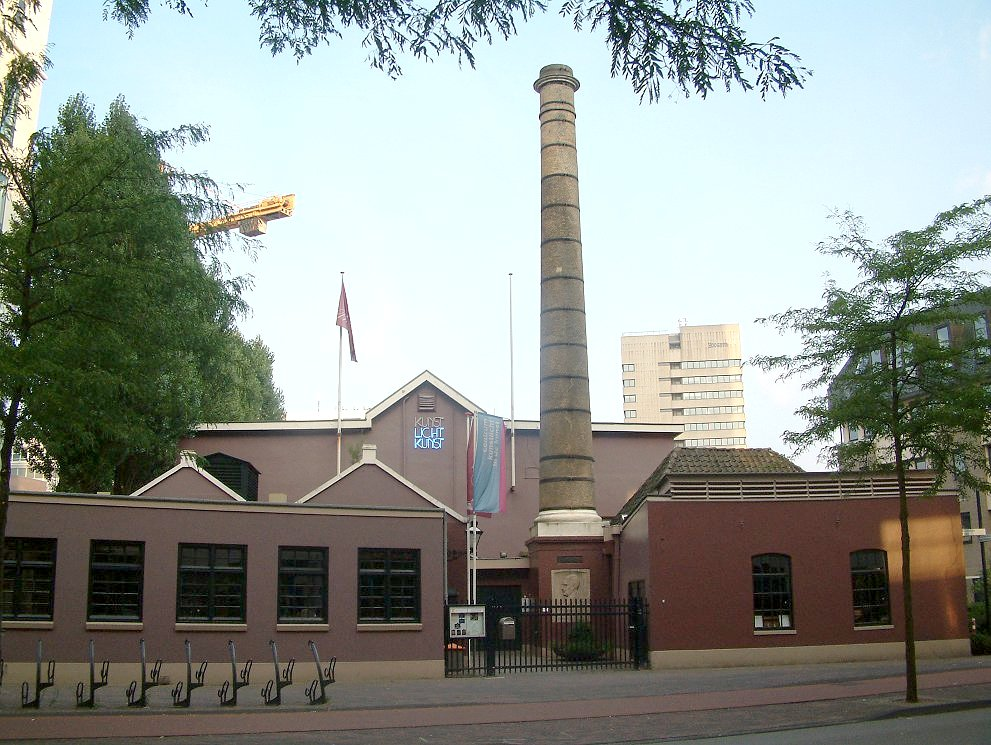
De eerste fabriek van Philips. Sinds 2013 is hierin het Philips Museum gevestigd

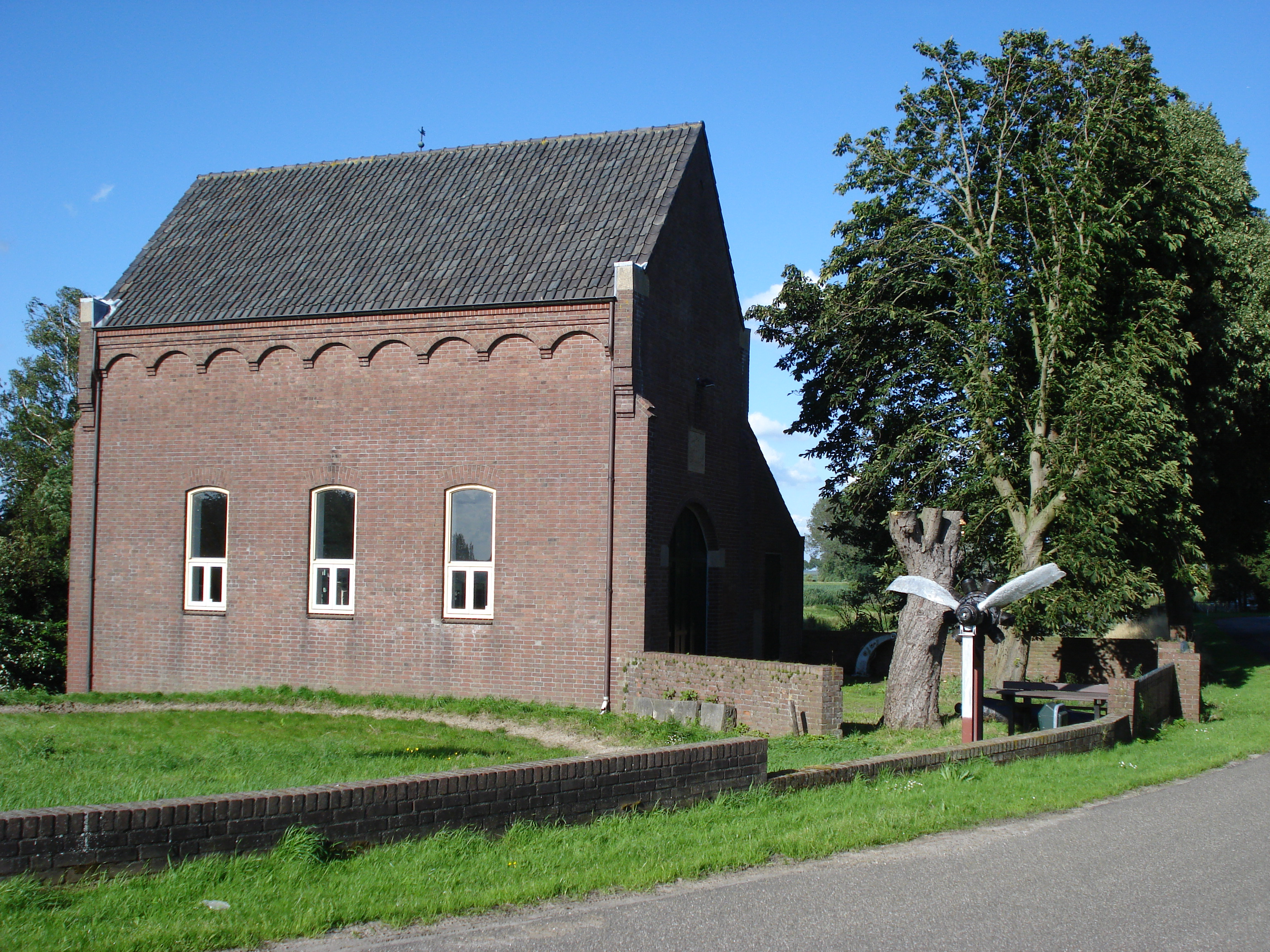
Museum Hertogsgemaal in Gewande

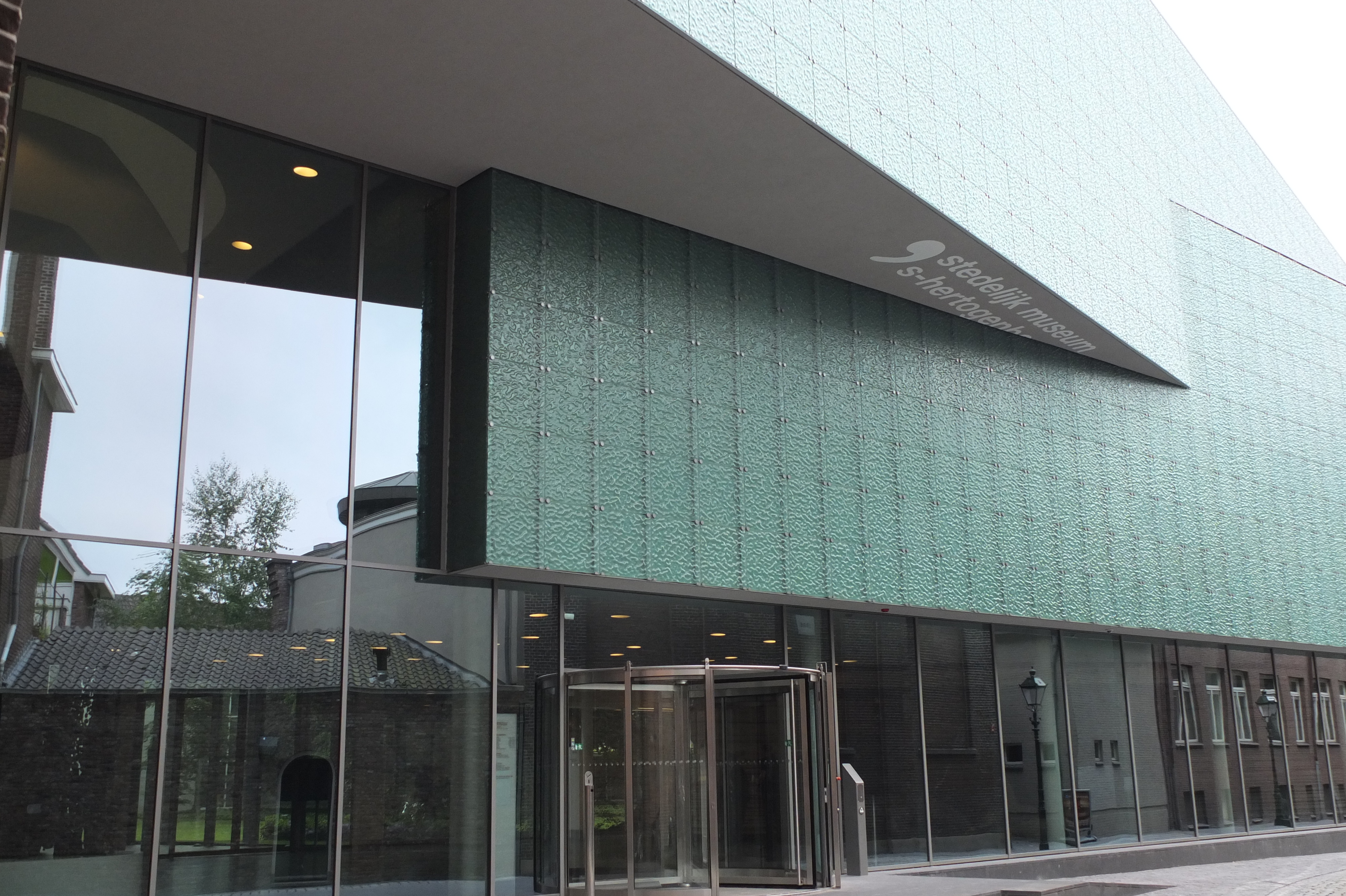
Design Museum Den Bosch

## Musea

### Alphen
- Oudheidkundig streekmuseum Alphen

### Asten
- Nationaal Beiaardmuseum
- Natuurhistorisch Museum De Peel
- Museum Klok & Peel

### Baarle-Nassau
- Kaarsenmuseum

### Bakel
- de Tolbrug

### Beers
- Nationaal Veeteelt Museum (?-2019)

### Bergeijk
- Museum de Sigarenmaker
- Eicha Museum, Archeologisch museum Brabantse Kempen

### Bergen op Zoom
- Het Markiezenhof

### Berkel-Enschot
- Brouwerij De Koningshoeven - La Trappe

### Best
- Klompenmuseum De Platijn
- Museum Bevrijdende Vleugels
- Speelgoedmuseum Spelebos
- Historia park museum

### Bladel
- Heemkamer Pladella Villa

### Bosschenhoofd
- Vliegtuigmuseum Seppe

### Boxtel
- Oertijdmuseum De Groene Poort
- Museum Vekemans (Wasch- en Strijkmuseum)

### Breda
- Stedelijk Museum Breda (2017-heden)
  - Breda's Museum (1902-2016; opgegaan in Stedelijk Museum Breda)
  - Museum of the Image (2011-2016; opgegaan in Stedelijk Museum Breda)
- Begijnhof Breda Museum
- Generaal Maczek Museum (1997-2015)
- Maczek Memorial Breda
- Bierreclame Museum
- Heemkundig Museum Paulus van Daesdonck
- Museum Oorlog en Vrede Breda
- NAC Museum
- Princenhaags Museum
- Museumjacht Breda

### Budel
- Museum Jan Corver (?-2019), museum van radio-zendamateurs

### Cuijk
- Museum Ceuclum
- Amerika Museum (opgeheven)

### Den Dungen
- Museum 't Brabants Leven

### Deurne
- De Wieger

### Dongen
- Museum de Looierij

### Eersel
- De Acht Zaligheden
- Nationaal Varkensmuseum

### Eindhoven
- Van Abbemuseum
- Centrum Kunstlicht in de Kunst (2002-2010)
- DAFmuseum
- Eindhoven Museum (ook wel preHistorisch Dorp)
- Philips Museum
  - Philips Historische producten (voorganger)
  - Philips Gloeilampenfabriekje anno 1891 (voorganger)
- Ton Smits Huis
- Designhuis Eindhoven
- MU Artspace

### Esbeek
- Andreas Schotel museum

### Etten-Leur
- Drukkerijmuseum
- Museum Jan Uten Houte
- Huysmuseum

### Erp
- Emaille museum "Het kleine Aadal"

### Fijnaart
- Museum van Lien (tot 2015)

### Geertruidenberg
- Museum de Roos

### Geldrop
- Weverijmuseum Geldrop

### Gemert
- Boerenbondsmuseum

### Gewande
- Archeologisch en Paleontologisch Museum Hertogsgemaal

### Goirle
- Heemerf De Schutsboom

### Grave
- Graafs Museum

### Handel
- 't Museumke (tot 2010)

### Hank
- Bakeliet en Plastic Museum

### Heesch
- Poppenhuismuseum

### Heeswijk Dinther
- Kasteel Heeswijk
- De Meierijsche Museumboerderij

### Helmond
- Museum Helmond
- Jan Visser Museum
- EDAH Museum
- Vlisco Museum
- Draaiorgel Museum Helmond
- HomeComputerMuseum

### 's-Hertogenbosch
- Beeldentuin Het Museumkwartier
- Bolwerk Sint Jan
- Brabants Historisch Informatie Centrum
- Design Museum Den Bosch
- Groot Tuighuis
- Jeroen Bosch Tuin
- Jheronimus Bosch Art Center
- Koningstheater Museum
- Museum Bastionder (Bastion Oranje)
- Museum Slager
- Museumgemaal Caners
- Het Noordbrabants Museum
- Nationaal Carnavalsmuseum (ook wel Het Oeteldonks Gemintemuzejum)
- Sint-Jansmuseum
- STOK-Kruithuis
- Zwanenbroedershuis

### Heusden
- Gouverneurshuis

### Hilvarenbeek
- Museum De Dorpsdokter
- Museumbrouwerij de Roos
- Nationaal Likeur & Frisdrankenmuseum Isidorus Jonkers (1984-2015)[1]
- Museum Dansant / Museum Soet & Vermaeck
- Museum De Torenkamer
- Hilvaria Studio's Kunstfoundation
- Museumboerderij Grutje

### Hooge Mierde
- Museum de Bewogen Jaren '39 - '50

### Hooge Zwaluwe
- Museum Zwaluws Erfgoed

### Kaatsheuvel
- Diorama (Miniatuurmuseum)
- Efteling Museum
- Sprookjesmuseum (opgegaan in het Efteling Museum en het huisje van 'Vrouw Holle')

### Klundert
- Nationaal Vlasserij-Suikermuseum

### Langenboom
- Museum voor Nostalgie en Techniek

### Lithoijen
- Galerie Sous-Terre

### Luyksgestel
- Kempisch Bakkerijmuseum

### Megen
- Museum Het Oude Raadhuis

### Neerkant
- Techniek met 'n Ziel

### Nuenen
- Vincentre (van Gogh museum + openluchtmuseum)

### Oirschot
- Regimentsverzameling Garderegiment Fuseliers Prinses Irene
- Museum de Vier Quartieren
- Museum Kruysenhuis

### Oosterhout
- Bakkerijmuseum
- Museum Oud-Oosterhout
- Museum Of Young Art (MOYA)
- Speelgoed- en Carnavalsmuseum 'op Stelten'

### Oss
- Museum Jan Cunen

### Ossendrecht
- Museum Wings over Woensdrecht
- Museum Den Aanwas[2]

### Oudenbosch
- Natuurhistorisch en Volkenkundig Museum
- Nederlands Zouavenmuseum

### Oud Gastel
- Mastboomhuis

### Overloon
- Oorlogsmuseum Overloon

### Ravenstein
- Museum voor vlakglas- en emaillekunst (in 2016 gesloten)

### Reusel
- Radiomuseum Reusel

### Roosendaal
- Museum Tongerlohuys
- Nationaal Voetbalmuseum de Voetbal Experience

### Schijndel
- Museum Jan Heestershuis

### Sint-Michielsgestel
- Oudheidkundig museum

### Sint-Oedenrode
- Jukeboxenmuseum
- Museum Kasteel Henkenshage
- Museum Sint-Paulusgasthuis

### Someren
- Wehrmachthuisje

### Tilburg
- De Pont
- Museum Scryption (in 2011 gesloten)
- Natuurmuseum Brabant
- TextielMuseum
- Kessels Museum
- Museum Zusters van Liefde
- Stadsmuseum Tilburg

### Uden
- Museum Krona (tot 2019 Museum voor Religieuze Kunst)

### Valkenswaard
- Nederlands Steendrukmuseum
- Valkerij en Sigarenmakerij Museum

### Veghel
- Stichting Industrieel Erfgoed Meierij

### Veldhoven
- Museum 't Oude Slot

### Vught
- Geniemuseum
- Nationaal Monument Kamp Vught
- Vughts Historisch Museum

### Waalre
- het Waalres museum

### Waalwijk
- Nederlands Leder- en Schoenenmuseum

### Wijchen
- Museum Kasteel Wijchen

### Wijk en Aalburg
- Kevermuseum

### Werkendam
- Biesbosch MuseumEiland

### Woudrichem
- Visserijmuseum Woudrichem

### Wouw
- Grafisch museum & atelier in den Groenen Zonck

### Zevenbergen
- Zevenbergs Museum

### Zundert
- Tweewielerij museum de Scooter
- Van Goghhuis